# Ursula Nold
Ursula Gabriela Nold-Meier (* 29. März 1969 in Bern) ist eine Schweizer Managerin. Sie ist Präsidentin des Migros-Genossenschafts-Bundes. Zudem hält sie diverse Verwaltungs- und Stiftungsratsmandate.

## Leben

### Kindheit
Ursula Nold wurde 1969 in Bern geboren. Mit ihren drei Geschwistern wuchs sie in einer bürgerlichen, konservativen Familie auf. Ihr Vater Urs Meier war Architekt, ihre Mutter Susanne Meier Hausfrau und Sprachlehrerin in der Klubschule Migros.

### Ausbildung
Nach ihrer pädagogischen Ausbildung absolvierte Nold während ihrer Berufstätigkeit eine Weiterbildung an der Universität St. Gallen, die sie 2013 mit einem Executive Master of Business Administration (EMBA) abschloss. Ihre Abschlussarbeit wurde mit dem NZZ-Preis 2013 für die beste Projektarbeit des EMBA-Studiengangs 2013 ausgezeichnet. 2018 absolvierte Nold zudem das International Directors Programme an der INSEAD Graduate Business School in Fontainebleau in Frankreich.

### Karriere
Von 1989 bis 1999 war Nold Lehrerin und Schulleiterin an der Volksschule im Kanton Bern. Sie arbeitete von 1999 bis 2006 als Leiterin der Marketingabteilung und des Qualitätsmanagements beim Bildungs-, Beratungs- und Tagungszentrum Inforama. Von 2006 bis Juli 2021 war sie als Dozentin an der Pädagogischen Hochschule Bern im Institut für Weiterbildung und Medienbildung im Bereich Kader- und Systementwicklung tätig, mit einem zusätzlichen Lehrauftrag in Berlin.
Nold war von 2008 bis 30. Juni 2019 Präsidentin der Delegiertenversammlung des Migros-Genossenschafts-Bunds (MGB), des obersten Organs der Migros. Die Delegiertenversammlung genehmigt unter anderem den Jahresbericht und die Jahresrechnung und bewilligt den grundsätzlichen Kurs der Geschäftspolitik. Nold war zuvor seit 1996 Mitglied im Genossenschaftsrat der Migros Aare. Ab 2004 stand sie diesem Rat als Präsidentin vor. Sie ist Mitglied in mehreren Verwaltungs- und Stiftungsräten. Sie ist Verwaltungsratspräsidentin der be-advanced AG. 2019 begleitete sie die Umwandlung der Interessengemeinschaft Genossenschaftsunternehmen in die Genossenschaft Idée Coopérative, welche sie bis 2021 präsidierte.
Am 23. März 2019 wurde sie an der Delegiertenversammlung des MGB als erste Frau zur neuen Migros-Präsidentin gewählt und trat dieses Amt am 1. Juli 2019 an. Sie hatte sich gegen die Kandidatin Jeannine Pilloud durchgesetzt.
In einem grossen Interview auf den TV-Sendern von CH Media (CEO Talk) sprach sie 2022 darüber, welche Pläne sie mit dem Migros-Genossenschafts-Bund hat, und über den Wettbewerb im Schweizer Detailhandel, der von Migros und Coop dominiert wird.
Im Januar 2023 wurde sie vom Wirtschaftsmagazin Forbes in die exklusive Liste der führenden 50 Frauen über 50 in Europa, Middle East und Africa aufgenommen. Bereits in den Jahren zuvor hatte sie das Wirtschaftsmagazin Bilanz für Frauen unter den 100 Top-Wirtschaftsfrauen («Women in Business») der Schweiz aufgeführt.
An der MGB-Delegiertenversammlung vom 23. März 2024 wurde sie als Migros-Präsidentin für eine weitere Amtsperiode, welche vom 1. Juli 2024 bis am 30. Juni 2026 dauert, nur knapp wiedergewählt. Im darauf folgenden Monat gab sie erneut ein grosses Interview, diesmal im Eco Talk von Reto Lipp auf SRF 1.

## Privatleben
Nold ist seit 1993 mit Vincens Nold, einem Staatsanwalt bei der Bundesanwaltschaft, verheiratet und Mutter von vier Kindern. Sie spricht fliessend Deutsch, Französisch und Englisch. Sie ist seit 1993 diplomierte Tennislehrerin des Schweizerischen Tennisverbandes.

## Mitgliedschaften
- Mitglied des Stiftungsrats der Pestalozzi-Stiftung[22]
- Mitglied des Stiftungsrats der Stiftung Konzert Theater Bern (heute Stiftung Bühnen Bern)[23]

## Publikationen
- 2018: Öffentlichkeitsarbeit macht Schule – Aktive Kommunikation fördert das Vertrauen in die Schule und verbessert das Schulklima. In: Zeitschrift 4 bis 8. Nr. 2, 2018, Schulverlag plus AG, S. 28–19.
- 2016: Genossenschaften – Fit für den digitalen Wandel. In: Handelszeitung. 27. Oktober 2016, Axel Springer Verlag, S. 23.
- 2016: Öffentlichkeitsarbeit in Schulen – bewusste Kommunikation unterstützt die Imagebildung. In: Hansueli Hofmann, Priska Hellmüller, Ueli Hostettler (Hrsg.): Eine Schule leiten. Grundlagen und Praxis. hep Verlag, Bern, S. 135–153.
- 2016: Projektmanagement. In: Hansueli Hofmann, Priska Hellmüller, Ueli Hostettler (Hrsg.): Eine Schule leiten. Grundlagen und Praxis. hep Verlag, Bern, S. 119–133.
- 2015: Wirtschaftliche, soziale und ökologische Nachhaltigkeit: die Verantwortung der Unternehmen. In: Haushalten & Wirtschaften. II: Leitideen für eine zukunftsfähige Wirtschafts- und Geldordnung. Edit. Rüegger im Somedia Buchverlag Glarus, S. 282–285.
- 2015: Kommunikation in der Schule. In: Education, 2, 2015, ERZ Kanton Bern.
- 2014: Weiterbildung mit Fokus. Erlebnis-Blog. Hrsg. Universität St. Gallen, August 2014.
- 2014: Auch Genossenschaften brauchen Corporate Governance. In: Neue Zürcher Zeitung. 3. April 2014, S. 21.
- 2012: Erfolgsmodell Genossenschaften: Die Migros-Idee lebt. In: Stiftung Zukunftsrat (Hrsg.): Haushalten & Wirtschaften. Bausteine für eine zukunftsfähige Wirtschafts- und Geldordnung. Rüegger Verlag, Zürich 2012, ISBN 978-3-7253-0993-1, S. 153–156
- 1999: Selbstevaluation – ein Instrument zur Entwicklung von Unterrichtsqualität. In: Schulpraxis. 3 1999.